# 阿斯特羅崖

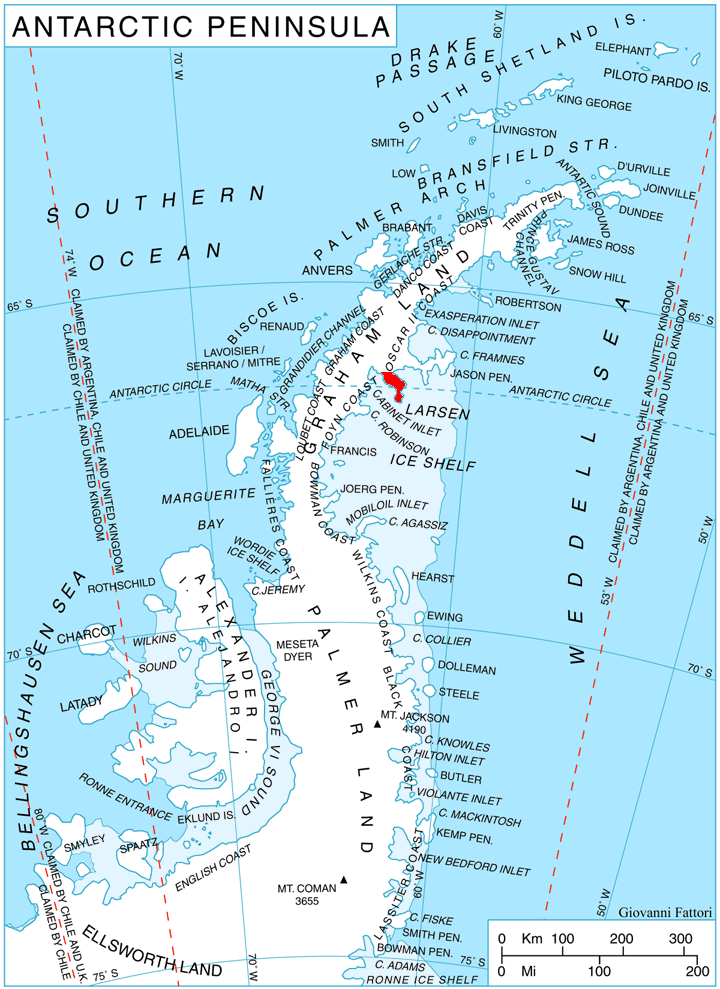

66°40′S 62°26′W / 66.667°S 62.433°W
阿斯特羅崖（英語：Astro Cliffs），是南極洲的山崖，位於葛拉漢地的葛拉漢海岸，處於亞歷山大角東北面10公里的邱吉爾半島東南端，海拔高度60米，現時由南極條約體系管理。